# Praia fluvial de Folgosa
Praia fluvial de Folgosa
A Praia fluvial de Folgosa fica situada na margem direita do Rio Paiva, perto da aldeia de Folgosa, concelho de Castro Daire, distrito de Viseu.
Este espaço é uma referência no concelho de Castro Daire, sendo utilizado por centenas de visitantes, que na época balnear optam por se refrescarem naquele que foi considerado um dos rios mais limpos da Europa.
A praia é rodeada por magníficas zonas verdes, onde os banhistas se podem abrigar do sol mais intenso.
Esta praia é propriedade do Grupo Desportivo e Recreativo de Folgosa e é regularmente alvo de análises da qualidade da água pelas entidades competentes.

## Infraestruturas da praia
- WC
- Bar com esplanada
- Parque de estacionamento
- Parque de merendas
- Áreas destinadas a campismo
- Campo de futebol de praia